# Kung You av Zhou
Kung You (周幽王; Zhōu Yōuwáng) död 771 f.Kr., var en kung över den kinesiska Zhoudynastin. Kung You regerade riket 781 f.Kr. till 771 f.Kr. Hans personnamn var Ji Gongsheng (姬宮湦) eller Gongnie (宮涅).
Kung You tillträdde tronen efter att hans far Kung Zuan avlidit. Kung You, som var en grym och egensinnig ledare övergav sin fru drottning Shen och ersatte henne med konkubinen Bao Si, och gjorde Bao Si till drottning. Detta ledde till att drottnings Shens familj med hjälp från nomadfolket Rong mördade Kung You vid berget Lishan öster om huvudstaden Haojing. Efter att kungen avlidit tillträdde hans äldsta son Kung Ping tronen och flyttade landets huvudstad öster ut till Wangcheng (dagens Luoyang), vilket markerade slutet för Västra Zhoudynastin.